# Amathusz
Amathusz (ógörög Ἀμαθοῦς) városállam és királyság volt Ciprus területén az ókorban és a középkorban, a mai Limassol várostól néhány kilométerre keletre.

## Fekvése
A mai Limassoltól kilenc kilométerre, keletre található dombokra épült. A város saját tengeri kikötővel rendelkezett.

## Története
Egyes nézetek szerint a várost a föníciaiak, mások szerint a sziget feltételezett őslakói, az eteociprusiak alapították. Az ókorban – föníciai városkirályságként – sokszor került szembe Ciprus görög királyságaival. Így például az i. e. 499-ben, a perzsák elleni – Cipruson Onészilosz szalamiszi görög király által vezetett – sikertelen ión felkelés során a perzsák oldalára állt. I. e. 398-ban szintén a perzsák oldalára állt a görögökkel szemben a Szalamisz későbbi királya, Euagorasz által indított felkelésben. Euagorasz I. e. 390 körül elfoglalta a föníciai várost – noha felkelése később elbukott.
Amathusz gazdagságát gabonájának és rézbányáinak köszönhette.
A települést valószínűleg I. Richárd angol király pusztította el végleg, amikor 1191 áprilisában a harmadik keresztes hadjárat keretében a Szentföldre tartva kikötni kényszerült Limassolnál és összetűzésbe került Komnénosz Izsákkal, a sziget urával.

## Vallás
A város az ókorban fontos vallási központ volt, Adonisznak és Aphroditének szentelt templomai híresek voltak a római korban.